# Наум (село)
Наум (болг. Наум) — село в Болгарии. Находится в Шуменской области, входит в общину Каолиново. Население составляет 497 человек.

## Политическая ситуация
В местном кметстве Наум, в состав которого входит Наум, должность кмета (старосты) исполняет Нихат Наджиев Шерифов (независимый) по результатам выборов правления кметства.
Кмет (мэр) общины Каолиново — Нида Намыков Ахмедов Движение за права и свободы (ДПС)) по результатам выборов в правление общины.